# Manfred Günter Scholz
Manfred Günter Scholz (* 27. Februar 1938 in Dresden; † 25. Oktober 2014) war ein deutscher germanistischer Mediävist und Hochschullehrer.

## Leben und Wirken
Manfred Günter Scholz legte 1957 am Hohenstaufen-Gymnasium Göppingen die Reifeprüfung ab und studierte anschließend Germanistik, Anglistik und Philosophie an der Eberhard Karls Universität Tübingen, 1959 unterbrochen durch einen Studienaufenthalt am University College of North Wales in Bangor. 1963 schloss er sein Studium mit dem Staatsexamen für das höhere Lehramt ab. Am Deutschen Seminar der Universität Tübingen war er als wissenschaftliche Hilfskraft bzw. Assistent tätig und promovierte 1966 bei Kurt Herbert Halbach mit einer Arbeit über das Verhältnis zwischen Walther von der Vogelweide und Wolfram von Eschenbach. 1974 habilitierte er sich an der Tübinger Universität und war dort seit 1979 als Universitätsprofessor im Bereich der germanistischen Mediävistik tätig.
In seinen zahlreichen Veröffentlichungen beschäftigte sich Scholz mit der mittelhochdeutschen Literatur, vor allem aber mit dem Werk des Minnesängers Walther von der Vogelweide.

## Schriften (Auswahl)
Monographien
- Walther von der Vogelweide und Wolfram von Eschenbach. Literarische Beziehungen und persönliches Verhältnis. Dissertation Universität Tübingen 1966.
- Bibliographie zu Walther von der Vogelweide (= Bibliographien zur deutschen Literatur des Mittelalters, Bd. 4). Erich Schmidt Verlag, Berlin 1969.
- Hören und Lesen. Studien zur primären Rezeption der Literatur im 12. und 13. Jahrhundert. Steiner, Wiesbaden 1980, ISBN 3-515-03346-7 (= Habilitationsschrift Universität Tübingen).
- (mit Michel Beheim): Zum Verhältnis von Mäzen, Autor und Publikum im 14. und 15. Jahrhundert. ›Wilhelm von Österreich‹ – ›Rappoltsteiner Parzifal‹. Wissenschaftliche Buchgesellschaft, Darmstadt 1987, ISBN 978-3-534-07350-4.
- Walther von der Vogelweide (= Sammlung Metzler, Bd. 316). Metzler, Stuttgart 1999, ISBN 3-476-10316-1 (2. Aufl. 2005).
- (Hrsg.): Hartmann von Aue / Erec. Deutscher Klassiker-Verlag, Frankfurt/M. 2004, ISBN 3-618-66050-2.
- Walther-Bibliographie 1968–2004 (= Walther-Studien, Bd. 3). Lang, Frankfurt/M. 2005, ISBN 3-631-54272-0.
- (Hrsg., mit Walter Haug): Gottfried von Strassburg / Tristan und Isold. Deutscher Klassiker-Verlag, Berlin 2021, ISBN 978-3-618-68053-6.

Aufsätze
- Die 'Hûsfrouwe' und ihr Gast. Zu Thomasin von Zerclaere und seinem Publikum. In: Rose Beate Schäfer-Maulbetsch (Hrsg.): Festschrift für Kurt Herbert Halbach zum 70. Geburtstag am 25. Juni 1972 (= Göppinger Arbeiten zur Germanistik, Bd. 70). Kümmerle, Göppingen 1972, S. 247–270, ISBN 3-87452-125-7.
- Probleme der Strophenfolge in Walthers Dichtung. In: Hans-Dieter Mück (Hrsg.): Walther von der Vogelweide. Beiträge zu Leben und Werk (= Kulturwissenschaftliche Bibliothek, Bd. 1). Stöffler & Schütz, Stuttgart 1989, S. 207–220, ISBN 3-926712-02-3.
- ’Johann aus dem Baumgarten und ‚Joncker Jan wt den vergiere‘. Eine Skizze. In: Walter Haug (Hrsg.): Positionen des Romans im späten Mittelalter (= Fortunae vitrea, Bd. 1). Niemeyer, Tübingen 1991, S. 146–232, ISBN 3-484-15501-9.
- Quellenkritik und Sprachkompetenz im 'Buch der Natur' Konrads von Megenberg. In: Johannes Janota (Hrsg.): Festschrift Walter Haug und Burghart Wachinger. Bd. 2. Niemeyer, Tübingen 1992, S. 925–941, ISBN 3-484-10653-0.
- Der biderbe patriarke missewende fri und dominus Walterus. Auch ein Versuch zum Begriff des fahrenden Spruchdichters. In: Egon Boshoff (Hrsg.): Wolfger von Erla. Bischof von Passau (1191–1204) und Patriarch von Aquileja (1204–1218) als Kirchenfürst und Literaturmäzen (= Germanistische Bibliothek, N.F., Reihe 3, Bd. 20). Winter, Heidelberg 1994, S. 301–323, ISBN 3-8253-0202-4.
- Kriterien der Unechtheit in der Walther-Forschung nach Carl von Kraus. In: Rüdiger Krohn (Hrsg.): "Da hoeret ouch geloube zuo". Überlieferungs- und Echtheitsfragen zum Minnesang; Beiträge zum Festcolloquium für Günther Schweikle anlässlich seines 65. Geburtstages. Hirzel, Stuttgart 1995, S. 177–194, ISBN 3-7776-0606-5.
- ‚Der hövesche got‘ und ‚der Saelden wec‘. Zwei ‚Erec‘-Konjekturen und ihre Folgen. In: Christoph Huber u. a. (Hrsg.): Geistliches in weltlicher und Weltliches in geistlicher Literatur des Mittelalters. Niemeyer, Tübingen 2000, S. 135–151, ISBN 3-484-64015-4.
- Walthers Lied über die Staete (L 96,29ff.) und seine 'naive' Rezeption. In: Volker Mertens (Hrsg.): Walther lesen. Interpretationen und Überlegungen zu Walther von der Vogelweide. Festschrift für Ursula Schulze zum 65. Geburtstag (= Göppinger Arbeiten zur Germanistik, Bd. 692). Kümmerle, Göppingen 2001, S. 39–58, ISBN 3-87452-941-X.
- Wer den Stricker totschlägt oder Die Lüge von den Edelsteinen. In: Gisela Vollmann-Profe (Hrsg.): Impulse und Resonanzen. Tübinger mediävistische Beiträge zum 80. Geburtstag von Walter Haug, Niemeyer, Tübingen 2007, S. 229–243, ISBN 3-484-10810-X.
- Der Erec-Text zwischen Albert Leitzmann/Ludwig Wolff und Lambertus Okken/Hans Ried. In: Cristallin wort. Hartmann-Studien, Bd. 1 (2007/2008). LIT, Wien usw. 2008, S. 260–279.
- Die Kadenz – eine metrische quantité négligable? In: Christiane Ackermann (Hrsg.): "Texte zum Sprechen bringen". Philologie und Interpretation. Festschrift für Paul Sappler. Niemeyer, Tübingen 2009, S. 1–17, ISBN 3-484-10898-3.
- Perspicuitas – Gottfrieds Stilideal? In: Thordis Hennings (Hrsg.): Mittelalterliche Poetik in Theorie und Praxis. Festschrift für Fritz Peter Knapp zum 65. Geburtstag. De Gruyter, Berlin 2009, S. 257–269, ISBN 978-3-11-020544-2.
- Inkompetente Instanzen, defizitäre Tugenden. Lehren von minne und maze in der höfischen Lyrik. In: Henrike Lähnemann (Hrsg.): Dichtung und Didaxe. Lehrhaftes Sprechen in der deutschen Literatur des Mittelalters [Christoph Huber zu Ehren seines 65. Geburtstags]. De Gruyter, Berlin 2009, S. 93–105, ISBN 3-11-021898-4.
- Ergänzungsbibliographie 2005–2009. In: Thomas Bein (Hrsg.): Walther von der Vogelweide. Überlieferung, Deutung, Forschungsgeschichte (= Walther-Studien, Bd. 7). Lang, Frankfurt/M. 2010, ISBN 978-3-631-61194-4.